# Welsh Football League Division Two
La Welsh Football League Division Two è una competizione calcistica gallese. Consta di due categorie; la Division One, la sua maggiore categoria, forma insieme a Mid Wales Football League e Welsh Football League Division Two il terzo livello del sistema dei campionati nazionali gallesi, occupandosi della regione settentrionale del Galles, con eccezione della zona di Wrexham.

## Squadre 2014-2015
| Club                  | Stagione 2013–2014                          |
| --------------------- | ------------------------------------------- |
| Llwydcoed             | 11th                                        |
| Aberbargoed Buds      | 15th in Welsh Football League Division One  |
| Barry Town            | 1st in Welsh Football League Division Three |
| Caerleon              | 10th                                        |
| Caldicot Town         | 6th                                         |
| Chepstow Town         | 4th                                         |
| Croesyceiliog         | 8th                                         |
| Cwmbran Celtic        | 13th in Welsh Football League Division One  |
| Dinas Powys           | 12th                                        |
| Ely Rangers           | 7th                                         |
| Llanwern              | 2nd in Welsh Football League Division Three |
| Penrhiwceiber Rangers | 9th                                         |
| Risca Utd             | 3rd in Welsh Football League Division Three |
| Tata Steel            | 14th in Welsh Football League Division One  |
| Undy Athletic         | 5th                                         |
| West End              | 16th in Welsh Football League Division One  |

## Albo d'oro
Rhymney Valley League Division 2
- 1905 - Abergavenny
- 1906 - Pontlottyn
- 1907 - Treharris Reserves
- 1908 - Gilfach
- 1909 - Shared between Cwm and Troedyrhiw

Glamorgan League Division 2
- 1910 - Pontlottyn
- 1911 - Troedyrhiw
- 1912 - Troedyrhiw

Welsh Football League Division 2
- 1913 - Troedyrhiw
- 1914 - Bargoed
- 1915 - No competition
- 1920 - Aberdare Amateurs
- 1921 - Rhymney
- 1922 - Unknown
- 1923 - Penrhiwceiber (Section A) / Cwmparc (Section B)
- 1924 - Unknown
- 1925 - Unknown
- 1926 - Llanbradach (Section A) / Troedyrhiw Welfare (Section B)
- 1927 - Ystrad Mynach (Section A) / Troedyrhiw (Section B)
- 1928 - Unknown
- 1929 - Abertysswg
- 1930 - Unknown
- 1931 - Unknown
- 1932 - Troedyrhiw
- 1933 - Llanelly A (Western Division) / Gelli Colliery (Eastern Division)
- 1934 - Unknown
- 1935 - Unknown
- 1936 - Unknown
- 1937 - Milford Haven (Western Division) / Abercynon (Eastern Division)
- 1938 - Unknown
- 1939 - Unknown
- 1946 - Brynna United (Western Division) / Lovell's Athletic Reserves (Eastern Division)
- 1947 - Briton Ferry Athletic (Western Division) / Penrhiwceiber (Eastern Division)
- 1948 - Pembroke Borough (Western Division) / Bargoed United (Eastern Division)
- 1949 - Cwmparc (Western Division) / Senghenydd Town (Eastern Division)
- 1950 - Llanelly Reserves (Western Division) / Nelson Welfare (Eastern Division)
- 1951 - Cwmparc (Western Division) / Abergavenny Thursdays (Eastern Division)
- 1952 - Aberystwyth Town (Western Division) / Barry Town (Eastern Division)
- 1953 - Tonyrefail (Western Division) / Pontllanfraith (Eastern Division)
- 1954 - Atlas Sports - Swansea (Western Division) / Nelson (Eastern Division)
- 1955 - Gwynfi Welfare (Western Division) / Brecon Corinthians (Eastern Division)
- 1956 - Haverfordwest AFC (Western Division) / Cwmparc (Eastern Division)
- 1957 - Port Talbot Athletic (Western Division) /  Cardiff Corinthians (Eastern Division)
- 1958 - Llanelly (Western Division) / Barry Town (Eastern Division)
- 1959 - Bettws - Ammanford (Western Division) / Tredomen Works (Eastern Division)
- 1960 - Carmarthen Town (Western Division) /  Cardiff Corinthians (Eastern Division)
- 1961 - Pontardawe Athletic (Western Division) / Ebbw Vale (Eastern Division)
- 1962 - Port Talbot Athletic (Western Division) / Ferndale Athletic (Eastern Division)
- 1963 - Milford United (Western Division) / Bridgend Town (Eastern Division)
- 1964 - Clydach United (Western Division) / South Wales Switchgear (Eastern Division)

Welsh Football League Division 1
- 1965 - Ebbw Vale
- 1966 - Ammanford Town
- 1967 - Tonyrefail Welfare
- 1968 - Caerleon
- 1969 - Caerau Athletic
- 1970 - Swansea University
- 1971 -  Cardiff Corinthians
- 1972 - Briton Ferry Athletic
- 1973 - Lewistown
- 1974 - Pontllanfraith
- 1975 - Spencer Works
- 1976 - Cardiff College
- 1977 - Caerau Athletic
- 1978 -  Cardiff Corinthians
- 1979 - Maesteg Park Athletic
- 1980 - Haverfordwest County
- 1981 - Sully
- 1982 - Brecon Corinthians
- 1983 - Abercynon Athletic

Welsh Football League Premier Division
- 1984 - Sully
- 1985 -  Cardiff Corinthians
- 1986 - Sully
- 1987 - AFC Cardiff
- 1988 - Afan Lido
- 1989 - Afan Lido
- 1990 - Sully

Welsh Football League Division 1
- 1991 - Morriston Town
- 1992 - Blaenrhondda

Welsh Football League Division 2, now Step 3 of the pyramid
- 1993 - AFC Porth
- 1994 - Taffs Well
- 1995 - Penrhiwceiber Rangers
- 1996 - Grange Harlequins
- 1997 - Bridgend Town
- 1998 - Pontardawe
- 1999 - Penrhiwceiber Rangers
- 2000 - Fields Park Pontllanfraith
- 2001 - Garw
- 2002 - Garden Village
- 2003 - Dinas Powys
- 2004 - Skewen Athletic
- 2005 - Pontardawe Town
- 2006 - Pontypridd Town
- 2007 - Garw Athletic
- 2008 - Bettws
- 2009 - West End
- 2010 - Penrhiwceiber Rangers
- 2011 -  Ton Pentre
- 2012 -  Monmouth Town
- 2013 -  Goytre